# Рэмзи, Джейн
Джейн Рэ́мзи (англ. Jane Ramsey, Jane Ramsay) — шотландская кёрлингистка.
В составе женской команды Шотландии участница чемпионата мира 1983 (заняли шестое место). Чемпионка Шотландии среди женщин.
В основном играла на позиции третьего.

## Достижения
- Чемпионат Шотландии по кёрлингу среди женщин: золото (1983).

## Команды
| Сезон   | Четвёртый        | Третий      | Второй          | Первый           | Турниры                      |
| ------- | ---------------- | ----------- | --------------- | ---------------- | ---------------------------- |
| 1982—83 | Хейзел Макгрегор | Джейн Рэмзи | Бетти Макгрегор | Билли-Мэй Мюрхед | ЧШЖ 1983 · ЧМ 1983 (6 место) |

(скипы выделены полужирным шрифтом)